# Copa de Competencia Jockey Club 1907
La Copa de Competencia Jockey Club 1907 —llamada así porque el trofeo fue donado por esa entidad de la ciudad de Buenos Aires— fue la primera edición de esta competencia. Originalmente fue la sección argentina de la Cup Tie Competition; sin embargo, más adelante se la contabilizó como parte de la Copa de Competencia que había iniciado en 1913.
El ganador fue Alumni Athletic Club, que venció en la final a Belgrano Athletic Club por 4 a 2, y obtuvo el derecho de participar de la Tie Cup, que a partir de esta edición pasó a ser una copa rioplatense.

## Sistema de disputa
Se jugó por eliminación directa a un solo partido. En caso de empate se disputó un segundo encuentro.

## Equipos
| Equipo               | Ciudad          |
| -------------------- | --------------- |
| Alumni               | Buenos Aires    |
| Argentino de Quilmes | Quilmes         |
| Barracas Athletic    | Lanús           |
| Belgrano Athletic    | Buenos Aires    |
| Estudiantes          | Buenos Aires    |
| Lomas Athletic       | Lomas de Zamora |
| Porteño              | Buenos Aires    |
| Quilmes              | Quilmes         |
| Reformer             | Campana         |
| Rosario Athletic     | Rosario         |
| Rosario Central      | Rosario         |
| San Isidro           | San Isidro      |
| San Martín Athletic  | San Martín      |

## Cuadro de desarrollo
|  | Octavos de final    | Octavos de final     |                     |        | Cuartos de final  | Cuartos de final  |  |  | Semifinales  | Semifinales  |  |  | Final           | Final           |
|  | 16 al 23 de junio   | 16 al 23 de junio    |                     |        | 21 al 28 de julio | 21 al 28 de julio |  |  | 18 de agosto | 18 de agosto |  |  | 8 de septiembre | 8 de septiembre |
|  |                     |                      |                     |        |                   |                   |  |  |              |              |  |  |                 |                 |
|  |                     |                      |                     |        |                   |                   |  |  |              |              |  |  |                 |                 |
|  |                     |                      |                     |        |                   |                   |  |  |              |              |  |  |                 |                 |
|  | San Isidro          | 3                    |                     |        |                   |                   |  |  |              |              |  |  |                 |                 |
|  | San Isidro          | 3                    |                     |        |                   |                   |  |  |              |              |  |  |                 |                 |
|  | Estudiantes         | 1                    |                     |        |                   |                   |  |  |              |              |  |  |                 |                 |
|  | Estudiantes         | 1                    | San Isidro          | 1      |                   |                   |  |  |              |              |  |  |                 |                 |
|  |                     |                      |                     | 1      |                   |                   |  |  |              |              |  |  |                 |                 |
|  |                     | Belgrano Athletic    | 2                   |        |                   |                   |  |  |              |              |  |  |                 |                 |
|  | Quilmes             | Belgrano Athletic    | 2                   | 2 - 1  |                   |                   |  |  |              |              |  |  |                 |                 |
|  | Quilmes             |                      |                     | 2 - 1  |                   |                   |  |  |              |              |  |  |                 |                 |
|  | Belgrano Athletic   | 2 - 4                |                     |        |                   |                   |  |  |              |              |  |  |                 |                 |
|  | Belgrano Athletic   | 2 - 4                | Belgrano Athletic   | 1      |                   |                   |  |  |              |              |  |  |                 |                 |
|  |                     |                      |                     | 1      |                   |                   |  |  |              |              |  |  |                 |                 |
|  |                     | Argentino de Quilmes | 0                   |        |                   |                   |  |  |              |              |  |  |                 |                 |
|  |                     | Argentino de Quilmes | 0                   |        |                   |                   |  |  |              |              |  |  |                 |                 |
|  |                     |                      |                     |        |                   |                   |  |  |              |              |  |  |                 |                 |
|  |                     |                      |                     |        |                   |                   |  |  |              |              |  |  |                 |                 |
|  | Rosario Athletic    | 3 - PP               |                     |        |                   |                   |  |  |              |              |  |  |                 |                 |
|  | Rosario Athletic    | 3 - PP               |                     |        |                   |                   |  |  |              |              |  |  |                 |                 |
|  |                     | Argentino de Quilmes | 3 - GP              |        |                   |                   |  |  |              |              |  |  |                 |                 |
|  |                     | Argentino de Quilmes | 3 - GP              |        |                   |                   |  |  |              |              |  |  |                 |                 |
|  |                     |                      |                     |        |                   |                   |  |  |              |              |  |  |                 |                 |
|  |                     |                      |                     |        |                   |                   |  |  |              |              |  |  |                 |                 |
|  | Belgrano Athletic   | 2                    |                     |        |                   |                   |  |  |              |              |  |  |                 |                 |
|  | Belgrano Athletic   | 2                    |                     |        |                   |                   |  |  |              |              |  |  |                 |                 |
|  |                     | Alumni               | 4                   |        |                   |                   |  |  |              |              |  |  |                 |                 |
|  | Rosario Central     | Alumni               | 4                   | 4      |                   |                   |  |  |              |              |  |  |                 |                 |
|  | Rosario Central     |                      |                     | 4      |                   |                   |  |  |              |              |  |  |                 |                 |
|  | Lomas               | 1                    |                     |        |                   |                   |  |  |              |              |  |  |                 |                 |
|  | Lomas               | 1                    | Rosario Central     | 0      |                   |                   |  |  |              |              |  |  |                 |                 |
|  |                     |                      |                     | 0      |                   |                   |  |  |              |              |  |  |                 |                 |
|  |                     | Alumni               | 5                   |        |                   |                   |  |  |              |              |  |  |                 |                 |
|  | Alumni              | Alumni               | 5                   | 8      |                   |                   |  |  |              |              |  |  |                 |                 |
|  | Alumni              |                      |                     | 8      |                   |                   |  |  |              |              |  |  |                 |                 |
|  | Porteño             | 0                    |                     |        |                   |                   |  |  |              |              |  |  |                 |                 |
|  | Porteño             | 0                    | Alumni              | 5      |                   |                   |  |  |              |              |  |  |                 |                 |
|  |                     |                      |                     | 5      |                   |                   |  |  |              |              |  |  |                 |                 |
|  |                     | Reformer             | 0                   |        |                   |                   |  |  |              |              |  |  |                 |                 |
|  | San Martín Athletic | Reformer             | 0                   | 1 - GP |                   |                   |  |  |              |              |  |  |                 |                 |
|  | San Martín Athletic |                      |                     | 1 - GP |                   |                   |  |  |              |              |  |  |                 |                 |
|  | Barracas Athletic   | 1 - PP               |                     |        |                   |                   |  |  |              |              |  |  |                 |                 |
|  | Barracas Athletic   | 1 - PP               | San Martín Athletic | 0      |                   |                   |  |  |              |              |  |  |                 |                 |
|  |                     |                      |                     | 0      |                   |                   |  |  |              |              |  |  |                 |                 |
|  |                     | Reformer             | 2                   |        |                   |                   |  |  |              |              |  |  |                 |                 |
|  |                     | Reformer             | 2                   |        |                   |                   |  |  |              |              |  |  |                 |                 |
|  |                     |                      |                     |        |                   |                   |  |  |              |              |  |  |                 |                 |
|  |                     |                      |                     |        |                   |                   |  |  |              |              |  |  |                 |                 |
|  |                     |                      |                     |        |                   |                   |  |  |              |              |  |  |                 |                 |

| Campeón Alumni 1.er título |

## Octavos de final
| 16 de junio | Alumni | 8:0 | Porteño | ?, Sociedad Sportiva Argentina |  |

| 16 de junio | Quilmes | 2:2 | Belgrano Athletic    | ?, Quilmes |  |
|             | - Wells |     | - Whaley - Forrester |            |  |

| 16 de junio | Rosario Athletic | 4:1 | Lomas Athletic | ?, Rosario |  |

| 16 de junio | San Isidro | 4:1 | Estudiantes | ?, San Isidro |  |

| 16 de junio | San Martín Athletic | 1:1 | Barracas Athletic | ?, San Martín |  |

### Desempates
| 23 de junio | Belgrano Athletic           | 4:1 | Quilmes | ?, Belgrano |  |
|             | - Forrester - Pena - Gordon |     | - Wells |             |  |

| 23 de junio | Barracas Athletic | PP - GP | San Martín Athletic |  |  |

## Cuartos de final
| 21 de julio | San Isidro | 1:2 | Belgrano Athletic | ?, San Isidro |  |

| 21 de julio | Rosario Athletic | 3:3 | Argentino de Quilmes | ?, Rosario |  |
|             |                  |     | - García - Paulsen   |            |  |

| 21 de julio | Rosario Central | 0:5 | Alumni | ?, Rosario |  |

| 21 de julio | San Martín Athletic | 0:2 | Reformer | ?, San Martín |  |

### Desempate
| 28 de julio | Argentino de Quilmes | GP - PP | Rosario Athletic | ?, Quilmes |  |

## Semifinales
| 18 de agosto | Alumni | 5:0 | Reformer | ?, Belgrano |  |

| 18 de agosto | Belgrano Athletic | 1:0 | Argentino de Quilmes | ?, Palermo |  |

## Final
| 8 de septiembre | Belgrano Athletic | 2:4 | Alumni | ?, Belgrano |  |